# Quo vado? (EP)
Quo vado? è il secondo EP del cantautore e comico italiano Checco Zalone pubblicato il 6 gennaio 2016.

## Descrizione
L'EP raccoglie quattro canzoni tratte dalla colonna sonora del film omonimo, le quali sono tutte scritte e cantate dall'artista. Dall'album è stato estratto un solo singolo.

## Tracce
Testi e musiche di Luca Medici; edizioni musicali D.R..
1. La prima Repubblica Africa (feat. Badara Seck) – 1:15
2. Italiano Boy – 1:27
3. Africano Boy – 1:26
4. La prima repubblica – 3:02

Durata totale: 7:10